# Vol Malév 355
Le Vol Malév 355 est un accident aérien impliquant un Iliouchine Il-18 de la compagnie hongroise Malév le 23 novembre 1962. L'avion s'écrase sur la commune de Roissy-en-France lors de son approche de l'aéroport de Paris-Le Bourget. Les 13 passagers ainsi que les 8 membres d’équipage périssent tous dans l'accident.

## Enquête
La rapport d'enquête a conclu qu'un décrochage est la cause probable de l'accident. Cependant, les enquêteurs ne sont pas en mesure de déterminer les raisons du décrochage de l'appareil.